# Norrtelje Kakelfabrik

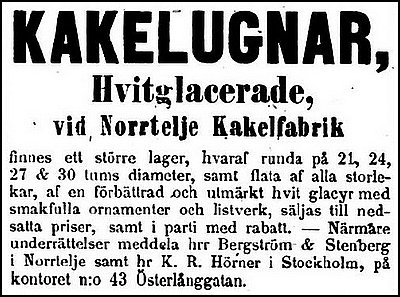
Annons från 1860.

Norrtelje Kakelfabrik var en lergods- och kakelfabrik i Norrtälje, verksam från cirka 1850 till 1891.

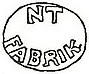
Kakelfabrikens stämpel.

Fabriken grundades vid mitten av 1800-talet av muraren Matts Gustaf Edenström (1807–1891), och var belägen ovanför Tullportsgatan, där senare AB Pythagoras fabrik och Folkets hus byggdes. Kakelfabriken drevs först i ganska begränsad skala men i början av 1870-talet ökade efterfrågan och fabriken utökades med två ugnar med hjälp av pengar från en man som kallades "rike Stenberg". Huvudproduktionen utgjordes av kakelugnar, men även hushållsgods som tobaksburkar, blomkrukor, bunkar och muggar och andra hushållskärl. Matts Gustaf Edenströms båda söner Gustaf Joachim och Magnus Cleopas gick i lära hos fadern, men ingen av dem valde att överta rörelsen. När "rike Stenberg" dog fick brorsonen Fredrik Bergström stå som förläggare och 1878 övertog han verksamheten. När Fredrik Bergström dog köptes fabriken av Johan August Lundh den 18 december 1888. Han var firmatecknare men skulle driva verksamheten med Anders Petter Andersson som blev ensam ägare den 22 mars 1893 av en då skuldsatt verksamhet. Den 1 november 1894 brände han ned fabriken för att få ut försäkringspengar men han erkände senare i förhör. Återstoden av byggnader och tomten på tre tunnland såldes den 8 maj 1895.
En annan krukmakarverkstad startades i Norrtälje 1905, men lades ned samma år.